# Nokdim
Nokdim (hebrejsky נוֹקְדִים, doslova „Pastýři“ podle biblického citátu z Knihy Ámos 1,1 – „Slova Amosova, kterýž byl mezi pastýři z Tekoa“, v oficiálním přepisu do angličtiny Noqedim) je izraelská osada typu společná osada (jišuv kehilati) na Západním břehu Jordánu v distriktu Judea a Samaří a v Oblastní radě Guš Ecion.

## Geografie
Nachází se v nadmořské výšce 570 metrů v severní části Judska a ve východní části Judských hor. Nokdim leží cca 7 kilometrů jihovýchodně od města Betlém, cca 15 kilometrů jižně od historického jádra Jeruzalému a cca 65 kilometrů jihovýchodně od centra Tel Avivu. Osada Nokdim je na dopravní síť Západního břehu Jordánu napojena pomocí místní komunikace, která pak na severu ústí do lokální silnice číslo 356 (spojení na jih), a do lokální silnice číslo 398 (spojení směrem k severu, k aglomeraci Jeruzalému).
Je součástí rozptýlené sítě menších izraelských sídel ve východní části Guš Ecion poblíž starověké pevnosti Herodium. Součástí této skupiny osad jsou i menší satelitní osady Kfar Eldad a Ma'ale Rechav'am. Od lidnaté osady Tekoa je vesnice Nokdim oddělena hlubokým kaňonem Nachal Tekoa. Jižním a východním směrem začíná prakticky neosídlená Judská poušť, na severní a východní straně se rozkládají četná palestinská sídla.

## Dějiny
Nokdim leží na Západním břehu Jordánu, jehož osidlování bylo zahájeno Izraelem až po jeho dobytí izraelskou armádou, tedy po roce 1967.
Nokdim byl založen roku 1982. Vznik osady byl živelný a nepředcházel mu souhlas izraelské vlády. Vesnice byla založena 5. července 1982 jako připomínka smrti dvou obyvatel nedaleké osady Tekoa – Eliho Pressmana (zabit v červnu 1982 během války v Libanonu) a Davida Rosenfelda (správce turistického centra v Herodiu, zavražděn v červnu 1982 svými palestinskými zaměstnanci) a nazvána podle nich El-David (אל-דוד). Hned po jejich pohřbu se skupina šesti rodin vydala do dosud neobydlené krajiny jižně od Herodia a usadili se tu ve stanech.
Na situaci musela reagovat izraelská vláda, která 8. srpna 1982 rozhodla , že v této lokalitě povolí zřízení trvalé osady, pracovně nazývané Tekoa Gimel. V té době již na místě existovalo 25 provizorních příbytků a pobývalo tu osm rodin a sedm dalších jednotlivců. V této prvotní fázi dodával elektřinu generátor a vodu zajišťovalo potrubí natažené z nedalekého Herodia. Pro budoucí výstavbu permanentních domů se předpokládalo zřízení 250 bytových jednotek. Kromě zemědělství a služeb si část obyvatel měla najít zaměstnání v turistickém průmyslu díky nedaleké archeologické lokalitě Herodium. V prosinci 1982 byly stany nahrazeny mobilními karavany a nová osada tak fakticky vznikla. Počet rodin vzrostl na 15. Tato osada ale nestála přesně na místě té nynější, nýbrž o něco severněji (poblíž nynější osady Kfar Eldad). Teprve v roce 1993 vláda povolila výstavbu zděných domů podle detailního územního plánu a obyvatelé se přesunuli do nové lokality, blíže k okraji kaňonu Nachal Tekoa. Vládní výbor pro pojmenovávání (Name Committee) mezitím změnil název vesnice na Nokdim.
Územní plán obce umožňoval výhledové zřízení 156 bytů (skoro celý už byl realizován). V osadě funguje synagoga a veřejná knihovna. Dva lékaři tu mají své domácí ordinace. K dispozici jsou předškolní zařízení pro děti. Základní školy jsou v okolních obcích. Nedaleko Kfar Eldad, tedy severně od Nokdim vyrostla v březnu 1998 izolovaná skupina domů Sde Bar (חוות שדה בר), která má podle zprávy organizace Šalom achšav z roku 2007 44 obyvatel. V lokalitě Sde Bar se nachází školský areál pro mladé lidi, kteří byli rozhodnutím soudu odloučeni od svých rodin. Většinu obyvatel tak tvoří chovanci ústavu a personál. Zástavba sestává z deseti zděných budov a 25 mobilních karavanů.
Počátkem 21. století nebyl Nokdim pro svou izolovanou polohu ve vnitrozemí Západního břehu Jordánu stejně jako téměř celá oblast východního Guš Ecion zahrnut do bezpečnostní bariéry.
20. září 2001 během druhé intifády byl zabit jeden obyvatel Nokdim při jízdě v automobilu poblíž osady Tekoa. A akci se přihlásilo hnutí Fatah. 25. února 2002 byli dva obyvatelé Nokdim zastřeleni na cestě mezi Nokdim a Tekoa. K útoku se přihlásily Brigády mučedníků Al-Aksá.
V Nokdim žije izraelský politik a ministr zahraničních věcí Avigdor Lieberman.

## Demografie
Obyvatelstvo Nokdim je v databázi rady Ješa popisováno jako smíšené, tedy složené ze sekulárních i nábožensky založených Izraelců. Podle údajů z roku 2014 tvořili naprostou většinu obyvatel Židé (včetně statistické kategorie "ostatní", která zahrnuje nearabské obyvatele židovského původu ale bez formální příslušnosti k židovskému náboženství). Jde o menší obec vesnického typu. K 31. prosinci 2014 zde žilo 1836 lidí. Během roku 2014 populace stoupla o 7,5 %. Do tohoto počtu jsou ale zahrnuti i obyvatelé okolních osad Kfar Eldad a Ma'ale Rechav'am, které nebyly dosud oficiálně uznány jako administrativně nezávislé.
| Rok            | 1983 | 1992 | 1993 | 1994 | 1995 | 1996 | 1997 | 1998 | 1999 | 2000 |
| -------------- | ---- | ---- | ---- | ---- | ---- | ---- | ---- | ---- | ---- | ---- |
| Počet obyvatel | 34   | 212  | 265  | 316  | 348  | 305  | 330  | 435  | 526  | 611  |

| Rok            | 2001 | 2002 | 2003 | 2004 | 2005 | 2006 | 2007 | 2008 | 2009 | 2010 | 2011 | 2012 | 2013 | 2014 |
| -------------- | ---- | ---- | ---- | ---- | ---- | ---- | ---- | ---- | ---- | ---- | ---- | ---- | ---- | ---- |
| Počet obyvatel | 618  | 615  | 646  | 674  | 729  | 782  | 828  | 886  | 1308 | 1415 | 1437 | 1561 | 1708 | 1836 |